# Victus
Victus és una novel·la de ficció històrica de l'escriptor català Albert Sánchez Piñol publicada l'any 2012 per l'editorial La Campana. L'obra es basa en una biografia —fictícia— del tinent coronel navarrès Martí Zuviría. En la biografia fictícia, Zuviría, amb 98 anys, narra des de Viena i just abans de la Revolució Francesa, les seves memòries com a ajudant reial del tinent mariscal Antonio de Villarroel durant la Guerra de Successió Espanyola, especialment durant el Setge de Barcelona (1713-1714).
Escrita originalment en castellà, ha estat traduïda al català per Xavier Pàmies l'any 2013. La Diada de Sant Jordi de 2013 va ser el llibre més venut, tant en català com en castellà. Des de la seva publicació en castellà l'octubre de 2012, la novel·la va vendre més de 150.000 exemplars en data de 2 de maig de 2013, i se'n van vendre els drets de traducció al rus, alemany, holandès, italià, portuguès, francès i coreà. El 6 de juny de 2013 s'anuncià que l'editorial Harper Collins va comprar els drets d'autor del llibre per publicar l'obra traduïda al mercat anglosaxó. El 2014 n'havia venut més de 250.000 exemplars en castellà i català. El 18 de novembre de 2015 es va publicar la seva continuació, Vae Victus.

## Argument

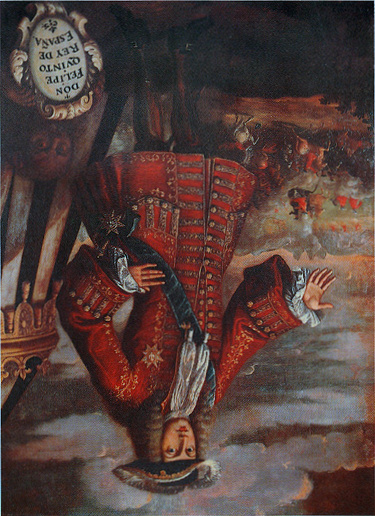
Imatge de Felip V, cap per avall, tal com està al Museu de l'Almodí de Xàtiva.

Ambientada en la Guerra de Successió, la novel·la explora el conflicte des dels ulls de Martí Zuviría, un jove d'origen barceloní que serveix, primer a les ordres de l'exèrcit de les Dues Corones Borbòniques, i després a les ordres de l'exèrcit Aliat. Tota la narració representa que és escrita per Waltraud, la cuidadora de Martí en el seu exili a Viena, dècades després de la successió dels fets.

### Veni
Al començament de la història, el jove Martí Zuviría viatja fins al castell de Bazoches, on comença una dura carrera per formar-se com a enginyer militar, de la mà dels germans Ducroix i de Vauban. Quan Vauban mor, en Martí s'allista a l'exèrcit francès per lluitar a la guerra que està tenint lloc en terres catalanes i de Castella. Només arribar, el jove Martí presenciarà la batalla d'Almansa, una de les més grans batalles de tota la guerra. Seguidament, i després de salvar-se d'una emboscada dels terços de Miquelets d'Esteve Ballester a Beseit, en Martí es desplaça fins a Tortosa, on participarà com a enginyer en el setge de la ciutat.

### Vidi
Després de la desfeta de Tortosa, en Martí decideix tornar a la seva Barcelona natal, on començarà una relació amb Amelis, instal·lant-se en un pis amb Anfan i Nan, un nen i un nan que havia conegut mentre robaven dins de les trinxeres de Tortosa. Al cap d'un any, veurà l'oportunitat d'allistar-se a l'exèrcit Aliat i lluitarà en diverses poblacions espanyoles, fins que les desfetes militars els obliguen a retirar-se a terres catalanes. Un cop retornat a Barcelona amb tot l'exèrcit Aliat, en Martí viurà la retirada de les tropes europees arran de l'entronització de Carles III com a emperador del Sacre Imperi Romanogermànic, i els consegüents debats entre els diputats de la Generalitat de Catalunya sobre què fer davant la nova situació.

### Victus
Durant la primavera de 1713, en Martí s'allista a l'exèrcit sota les ordres d'Antoni de Villarroel per defensar la ciutat en el Setge de Barcelona, i aquell estiu participarà en una expedició fracassada per intentar reclutar voluntaris per a la resistència de Barcelona. Amb el temps, els bombardejos castiguen enormement la ciutat i la seva població, que després d'un any de setge comença a patir greus conseqüències, agreujades per l'arribada de nous reforços borbònics des de França. En un atac de les tropes de la Coronela de Barcelona, en Martí és capturat i està a punt de ser executat pels borbònics. En aquest captiveri, dissenyarà l'assalt que acabarà fent caure Barcelona, tot i que la seva intenció és dificultar l'avenç borbònic sobre la ciutat.

## Personatges

### Personatges principals

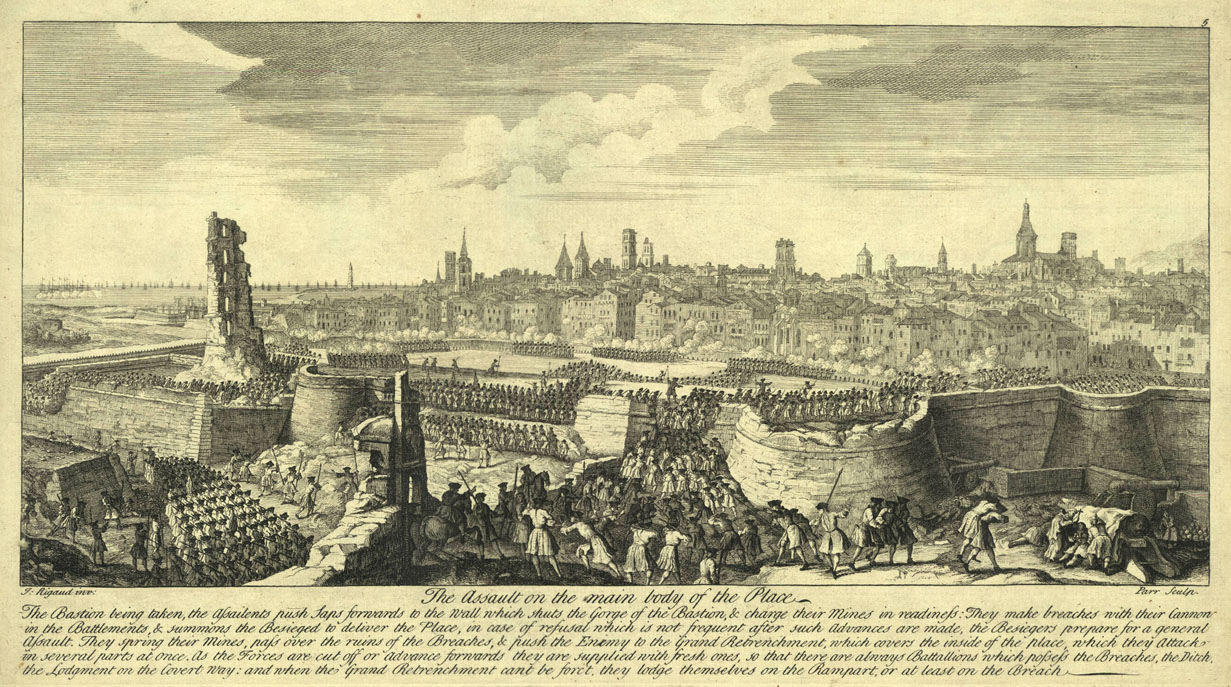
Entrada de les tropes franco-espanyoles a la ciutat l'11 de setembre de 1714.

- Amelis: Víctima de violacions pels dos bàndols del conflicte, coneixerà en Martí Zuviría a Beseit i es convertirà en la seva companya sentimental durant el setge de Barcelona. Personatge de ficció.
- Anfan: Nen víctima de la guerra que es dedica a robar entre les trinxeres del setge de Tortosa. Viurà amb en Martí Zuviría a Barcelona. El seu nom ve del mot francès «Enfant». Personatge de ficció.
- Antoni de Villarroel: Militar castellà que després de canviar-se de bàndol a mitja guerra, serà un dels principals dirigents de la defensa de Barcelona.
- Sébastien Le Prestre de Vauban: Enginyer i mariscal francès, tindrà una gran influència sobre Martí Zuviría, fins i tot un cop mort.
- Esteve Ballester: Oficial de Miquelets, mantindrà una estreta relació amb Zuviría. Tot i que històricament fou un personatge secundari, representa la resistència catalana del món rural.
- Martí Zuviría: Protagonista i narrador de l'obra. Format com a enginyer militar a Bazoches, servirà primer a l'exèrcit de les Dues Corones i després a l'exèrcit dels Aliats en la defensa de Barcelona, com a Ajudant General d'Antoni de Villarroel.
- Waltraud: Escriptora de l'obra que narra en Martí Zuviría. Personatge de ficció.

### Personatges secundaris
- Francesc Alemany: Noble català que el 1713 s'oposarà a la resistència catalana
- Antoine de Bardonenche: Capità francès que participarà en el setge de Barcelona.
- Marià Bassons: Catedràtic de dret barceloní que s'allistarà a la milícia de la ciutat com a capità dels seus propis estudiants. Morirà a la batalla del Baluard de Santa Clara el 1714.
- Jordi Bastida: Militar català defensor de Benasc el 1709.
- Antoni Berenguer: Diputat militar català que encapçalà la desastrosa expedició a la rereguarda borbònica el 1713.
- James Fitz-James Stuart, duc de Berwick: Mariscal francès vencedor de la batalla d'Almansa i que acabarà vencent en el setge de Barcelona.
- Jaume Busquets: Cap dels Miquelets que lluitaren a la zona del Maresme.
- Rafael Casanova: Advocat català que el 1713 assumí el poder polític en la Barcelona assetjada.
- Menno van Coehoorn: Soldat i enginyer militar holandès.
- Francesc Costa: Oficial d'artilleria català procedent de Mallorca, considerat un dels millors artillers de la seva època.
- Armand Ducroix: Personatge de ficció que entrenarà a Martí Zuviría al castell de Bazoches.
- Zenon Ducroix: Personatge de ficció que entrenarà a Martí Zuviría al castell de Bazoches.
- Dupuy-Vauban: Cosí de Sébastien Vauban que participarà en el tram final del Setge de Barcelona.
- Josep Moragues: Cabdill català que lluità contra els Borbons fora de les muralles de Barcelona. Serà capturat i executat cruelment.
- Peret: Personatge de ficció. És el cuidador d'en Martí Zuviría des de petit, i viurà amb ell durant tota la novel·la.
- Duc de Pòpuli: Noble provinent d'Itàlia que dirigirà el setge de Barcelona en els seus primers mesos.
- James Stanhope: Aristòcrata i militar anglès enviat a lluitar en terres catalanes el 1710, però caigué presoner amb la majoria de les seves tropes. També conegut com a «Pim Pam».
- Joris Prosper Van Verboom: Enginyer militar, també conegut com «el carnisser d'Anvers», servint a l'exèrcit borbònic. Tindrà una gran rivalitat amb en Martí Zuviría.

## Adaptacions

### Cinema
El mateix autor ha treballat en un guió de la novel·la per fer-ne una pel·lícula que serà produïda per Brutal Media.

### Còmic
Norma Editorial publicà la novel·la gràfica, dividida en tres volums. Els autors de l'adaptació de la novel·la foren el periodista i guionista Carles Santamaria, que fou el promotor de la iniciativa, amb el dibuixant Cesc F. Dalmases i el colorista Marc Sintes. La primera part del còmic, titulada Veni, es va presentar a la diada de Sant Jordi de 2016 al Museu d'Història de Catalunya, amb la presència d'Albert Sánchez Piñol. L'editorial Norma, responsable de la versió en català de l'edició, en va fer una tirada de 10.000 exemplars. La segona part, Vidi, es va publicar el 2017 i la sèrie va quedar completada amb la publicació del tercer volum, Victus, el 2019.
Els tres volums del còmic:
- Santamaría, Carles; Fullana Dalmases, Francesc. Victus 1. Veni. 1.  Norma, 2016, p. 56. ISBN 978-8467923094.
- Santamaría, Carles; Fullana Dalmases, Francesc. Victus 2. Vidi. 2.  Norma, 2017, p. 52. ISBN 978-8467929041.
- Santamaría, Carles; Fullana Dalmases, Francesc. Victus 3. Victus. 3.  Norma, 2019, p. 56. ISBN 978-8467939545.

### Jocs de taula
El grup Devir va publicar dos jocs basats en la novel·la d'Albert Sánchez Piñol:
- Victus. Barcelona 1714 (2015) dissenyat per Toni Serradesanferm.
- Victus. El joc de cartes (2014) dissenyat per Oriol Comas i Coma.

## Polèmica
El 4 de setembre de 2014 la seva presentació a Utrecht va ser cancel·lada, segons els mitjans, per pressions de l'ambaixada espanyola als Països Baixos que la qualificà de «sensible» amb el moment polític i l'acusà de tergiversar dades històriques.
Juliette van Wersch, editora neerlandesa de Victus, qualificà obertament l'incident com a censura, segons el diari NOS.